# Matti Sippala
Matti Sippala (Hollola, 11 de marzo de 1908-Kotka, 22 de agosto de 1997) fue un atleta finlandés, especialista en la prueba de lanzamiento de jabalina en la que llegó a ser subcampeón olímpico en 1932.

## Carrera deportiva
En los JJ. OO. de Los Ángeles 1932 ganó la medalla de plata en el lanzamiento de jabalina, llegando hasta los 69.80 metros, siendo superado por su compatriota Matti Järvinen (oro con 72.71 metros), y por delante de otro finlandés Eino Penttilä (bronce).